# Сражение на Пьяве (1809)
Сражение на Пьяве (нем. Schlacht an der Piave) произошло во время Войны пятой коалиции 7—8 мая 1809 года между французской армией Эжена Богарне и австрийской армией эрцгерцога Иоганна. Сражение закончилось победой французов.
Французские войска подошли к реке Пьяве с юга и планировали атаковать австрийскую армию, занявшую позицию к северу от реки.

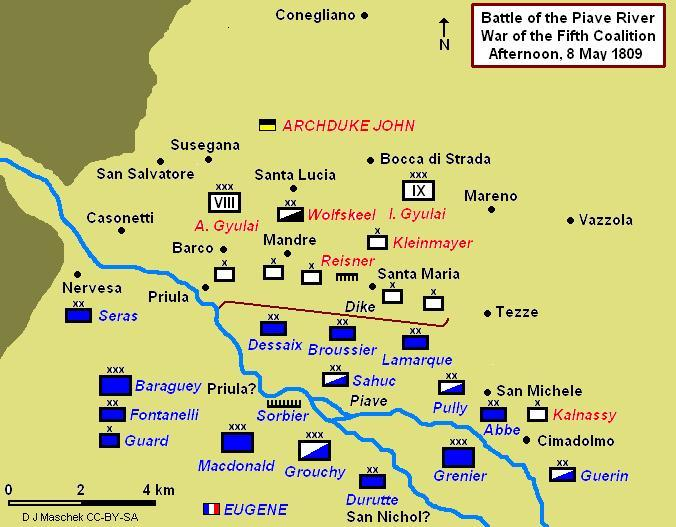
Карта сражения.

Эжен Богарне полагал, что основная часть австрийских частей находилась намного дальше от берега реки, в Конельяно, и не знал, что армия эрцгерцога Иоганна заняла позицию всего в четырех километрах от реки и планировала масштабную атаку. Эжен спланировал имитацию атаки на своем левоем крыле, у форта Нерва. Одновременно он приказал Дессе нанести главный удар в центре на форт Приула. Чтобы поддержать Дессе, он разместил несколько артиллерийских батарей на южном берегу Пьяве и приказал Груши пересечь реку с тремя дивизиями кавалерии на правом фланге, у Сан-Ничиоля.
В семь часов Дессе с 5000 человек переправился через реку. Эрцгерцог Иоганн в это время начал наступление. Его 8-й армейский корпус сформировал правое крыло, на западе, а 11-й — левое крыло, на востоке. 
К восьми часам французы Дессе оказались прямо перед австрийскими линиями, так что Иоганн собрал всю свою кавалерию под командованием фон Рейхенберга и двинул её в атаку. Дессе построил свои войска в два больших каре и отбил атаку кавалерии. Вслед за этим 24 австрийские пушки открыли огонь по французам, нанеся им большие потери. Французы установили перед своей пехотой 24 орудия и открыли ответный огонь.
Во время этого боя кавалерия Груши к 9 часам переправилась через реку восточнее и отбросили корпус Калнаши до Чимадольмо. В десять часов легкая кавалерия Саюка и драгуны Пюлли вступили в ожесточённую схватку с австрийской кавалерией Вольфскиля, который был убит, а его кавалерия бежала. Вслед за этим Саюк и Пюлли атаковали позиции артиллерии – австрийцы смогли спасти только десять пушек – но не добились успеха против австрийской пехоты, которая перестроилась в каре.
Между 13 и 15 часами дня уровень реки поднялся так высоко, что Богарне больше не мог переправлять войска, поэтому боевые действия зашли в тупик. Около 30 000 его солдат были отрезаны. Эрцгерцог Иоганн, однако, не решился начать широкомасштабную атаку на его пехоту, так как знал, что его собственная кавалерия уже не может обеспечить достаточное прикрытие.
Ближе к вечеру вновь начались атаки французов: на правом крыле кавалерия Гренье и Пюлли атаковала линии 11-го армейского корпуса. Контратаки гусар эрцгерцога Иосифа не помогли, и Калнаши был вынужден отступить из Сан-Микеле и Чимадольмо. Артобстрел из 24 орудий и атаки Макдональда окончательно сломили линии 11-го армейского корпуса. Гренадерская бригада Кляйнмайера, выдвинутая из резерва, также не смогла спасти положение. Эрцгерцогу Иоганну пришлось признать поражение и отступить к Конельяно.